# アルゲ・バム
座標: 北緯29度07分00.68秒 東経58度22分06.51秒 / 北緯29.1168556度 東経58.3684750度

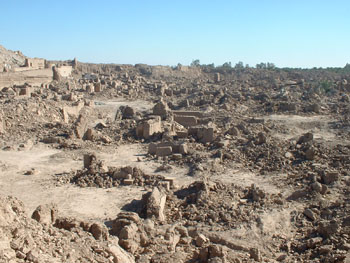
地震で崩壊したバム

アルゲ・バム（ارگ بم, Arg-e Bam）は、イランのケルマーン州にある要塞都市の遺跡。近代都市バムの近郊に位置し、「アルゲ・バム」とは「バムの城」を意味する。遺跡の大きな特徴はオアシス地帯におけるアドベとカナートの使用であり、周辺の緩衝地域にはヤシの木立もある。
城はパルティア時代に遡ると推定されているが、サーサーン朝ペルシア期に最初の都市が作られ、サファヴィー朝期（16-17世紀）に現在見られる城壁が完成したが、アフガン人（パシュトゥーン人）の攻撃があった1722年以降に放棄され、廃墟となった。
- 2003年12月26日のバム地震で大きく損傷を受ける。
- 2004年7月に『バムとその文化的景観』としてユネスコの世界遺産に登録されると同時に「危機にさらされている世界遺産」リストに登録された。
- 2013年6月に遺跡の修復・保全活動が評価され危機遺産リストから除外された。

## 登録経緯
この世界遺産は世界遺産登録基準のうち、以下の条件を満たし、登録された（以下の基準は世界遺産センター公表の登録基準からの翻訳、引用である）。
- (2) ある期間を通じてまたはある文化圏において、建築、技術、記念碑的芸術、都市計画、景観デザインの発展に関し、人類の価値の重要な交流を示すもの。
- (3) 現存するまたは消滅した文化的伝統または文明の、唯一のまたは少なくとも稀な証拠。
- (4) 人類の歴史上重要な時代を例証する建築様式、建築物群、技術の集積または景観の優れた例。
- (5) ある文化（または複数の文化）を代表する伝統的集落、あるいは陸上ないし海上利用の際立った例。もしくは特に不可逆的な変化の中で存続が危ぶまれている人と環境の関わりあいの際立った例。

## ギャラリー
都市の門が閉じると、いっさいの侵入ができなくなるが、内部には井戸、庭園、動物が飼われているため、長期間の籠城が可能であった。高い塔はバードギールと呼ばれる空気冷却装置で、地下に空気を送るなどして冷やした空気を室内に取り入れられるようになっている。
アルゲ・バム
- 地震前の全景
- 全景
- バザール
- 城壁塔
- 城壁
- バードギール（室内空気冷却用の塔）

## 関連作品
1976年のイタリア映画「タタール人の砂漠」のロケ地として使われた。